# Manjlegaon
Manjlegaon es una ciudad y  municipio situada en el distrito de Beed en el estado de Maharashtra (India). Su población es de 49453 habitantes (2011). Se encuentraa a orillas del río Sindphana, próxima al embalse de Manjlegaon.

## Demografía
Según el censo de 2011 la población de Manjlegaon era de 49453 habitantes, de los cuales 25539eran hombres y 23914 eran mujeres. Manjlegaon tiene una tasa media de alfabetización del 82,60%, superior a la media estatal del 82,34%: la alfabetización masculina es del 88,85%, y la alfabetización femenina del 76,04%.